# 前三百貨店
前三百貨店（まえさんひゃっかてん）とは、群馬県前橋市にかつて存在した日本の百貨店。

## 概要
- 建物 - 地下1階・地上6階建
- フロア - 1964(昭和39)年9月18日当時の売場構成
  - 6F - 食堂[4]、催事場[4]
  - 5F - 家庭用品[4]
  - 4F - 家具[4]、貴金属[4]、文房具[4]
  - 3F - 呉服、和洋裁用品[4]、子供服[4]、玩具
  - 2F - 婦人服[4]、ベビー用品[4]
  - 1F - 紳士服[4]、化粧品、喫茶　生花
  - B1F - 食品[4]

## 沿革
1964(昭和39)年に群馬県初の本格的百貨店として前橋市当局や市議会協力の下に商工会議所が中心となって地元資本の出資を仰いで開店。開業の経緯として、当時群馬県とりわけ県庁所在地である前橋市は大規模小売店に相当する店舗が麻屋百貨店のみで北関東の県庁所在地でも見劣りしていた点が指摘できる。この点は宇都宮市(栃木県)が呉服店由来とする上野百貨店と山崎百貨店、水戸市(茨城県)が同じ呉服店であった伊勢甚百貨店と志満津百貨店(後の水戸京成百貨店）の存在していたことからも判断できる。そのため商業の活性化を憂慮した群馬県政財界が中心となり百貨店設立をすることとなった。また当初は丸三百貨店という社名であったが、後に前三百貨店に改められた。
建築場所は商業地である千代田町の国道17号線に面した旅館跡が選定された。選定の背景としては、同地が敷地としてまとまっていたことや、商工会議所が設立に関与する手前、他の商業主に強引な土地収用等の負担がかからないメリットが考えられる。
だが同地は商店住宅が密集し三面を道路で囲まれ間口奥行ともに狭く売場と駐車場確保に課題があった。また場所も県庁に近い商店街の端であり商業活性化には不可欠な回遊性にも不安もあった。そのためこの立地状況が後の前三の命運を決めることとなった。
竣工した店舗構成は地上6階地下1階売場面積は約8000㎡の規模で、当時としては群馬県一の高層ビルであった。売場構成は群馬県初の地下食品売場、最上階には展望レストランが設けられフルライン型の百貨店を形成した。
半ば官製に近い形での設立であったため、有力洋品店から派生した藤五とは違い販売のノウハウに不安があった。その問題を解決する目的から、当時大丸と小売業界１位を張り合っていた三越に支援を打診、経営に参画することとなった。役員も三越から社長を招聘し前橋の財界陣とを合わせて経営陣を組織され、商品供給なども三越に深く依存し包装紙紙袋も三越に準じたものとなった。また宣伝等も三越グループであることを強調した。
その数ヶ月後隣接する群馬県高崎市に藤五百貨店が開業すると程なく群馬県一とはなり得なかったものの、藤五と並び群馬県を代表する大型店となった。
その後、前橋市でも大型店の出店ラッシュが始まり、1970(昭和45)年～1975(昭和50)年近辺の時期に丸井、ニチイ、西友(後に前橋西武→リヴィン前橋)が開業し、地元資本のスズラン洋品店も百貨店化し高崎市同様大型店の激戦地となっていった。前三は激戦地と化した状況下、立地上増床する用地も資金力もなく、また駐車場増設も困難であったため苦戦することとなった。またオイルショック後の消費不況に伴い、業績も悪化の一途をたどった。1984(昭和59)年には三越事件を機に業績が悪化した三越の合理化施策の一環で採算面の向上を目的として売場縮小も実施された。だが合理化策も効は奏せず高崎伊勢丹(旧藤五)の閉店から4ヵ月後の1985(昭和60)年12月30日に閉店することとなった。その際土地建物は大手建設会社大成建設に売却され、しばらくは前橋サンプラザとして利用されていた。その後1989(平成1)年に取り壊され、複合型施設前橋テルサが建設された。

### 年表
- 1963(昭和38)年1月19日 - 通産省百貨店審議会、前三百貨店に百貨店営業許可[7]。
- 1964(昭和39)年9月18日 - 群馬県初の百貨店として開店[4]。
- 1977年（昭和52年）6月 - 三越と全面提携[2]。
- 1984(昭和59)年9月～ - 順次、売り場面積縮小。[要出典]
- 1985(昭和60)年12月末 - 累積赤字が34億5100万円にまで達したため、閉店[5]。

## その他
- 前三百貨店開店直前の1964年時点で百貨店が無い都道府県は群馬県、滋賀県、奈良県の3県であった[4]。
- 店舗は地上6階、地下1階で開店当初は群馬県内最大規模の商業施設であった。
- 開店当時、まだ群馬県内では珍しかった最新式のエスカレーター、エレベーターを備えた商業施設として話題を呼んだ。[要出典]
- 包装紙の柄は当初は画家の高沢圭一[8][9]の作品を採用していたが、後に三越の包装紙に準じたものに変更された。[要出典]